# Wirtschaftssinologie
Wirtschaftssinologie bezeichnet primär eine im Studium erwerbbare Doppelqualifizierung in der chinesischen Sprache, zumeist in Mandarin, und in Wirtschaftswissenschaften. Beide Wissensbereiche sollen durch die Vermittlung von interkultureller Kompetenz zu einem anwendungsnahen Praxiswissen kombiniert werden. Angestrebt wird in der Regel eine Vorbereitung auf eine berufliche Tätigkeit in der Privatwirtschaft oder international agierenden Organisationen.  Studiengänge in Wirtschaftssinologie gibt es an folgenden deutschen Hochschulen:
- Hochschule Bremen
- Universität Hamburg
- Munich Business School
- Hochschule Konstanz Technik, Wirtschaft und Gestaltung
- Eberhard Karls Universität Tübingen
- Westsächsische Hochschule Zwickau (Bachelor[1] und Master[2])
- Universität zu Köln
- Ruhr-Universität Bochum
- Hochschule für Wirtschaft und Recht Berlin
- Cologne Business School